# سامسونگ اس‌جی‌اچ-سی۱۴۰
سامسونگ اس‌جی‌اچ-سی۱۴۰ یک نمونه از گوشی‌های تلفن همراه سری C شرکت سامسونگ می باشد که توسط همین شرکت به بازار عرضه شده‌است.